# Campionato nordamericano maschile di pallavolo 1997
Il XV campionato nordamericano maschile di pallavolo si è svolto dal 12 al 18 settembre 1997 a San Juan, a Porto Rico. Al torneo hanno partecipato 8 squadre nazionali nordamericane e la vittoria finale è andata per la dodicesima volta, la sesta consecutiva, a Cuba.

## Gironi
| Girone A                                  | Girone B                            |
| ----------------------------------------- | ----------------------------------- |
| Barbados Cuba Rep. Dominicana Stati Uniti | Canada Messico Guatemala Porto Rico |

## Fase finale

### Finali 1º e 3º posto
|  | Quarti      | Quarti      |             |         | Semifinale         | Semifinale         |  |  | Finale 1º/2º posto | Finale 1º/2º posto |
|  |             |             |             |         |                    |                    |  |  |                    |                    |
|  |             |             |             |         |                    |                    |  |  |                    |                    |
|  |             |             |             |         |                    |                    |  |  |                    |                    |
|  | -           | -           |             |         |                    |                    |  |  |                    |                    |
|  | -           | -           |             |         |                    |                    |  |  |                    |                    |
|  | -           | -           |             |         |                    |                    |  |  |                    |                    |
|  | -           | -           | Cuba        | 3       |                    |                    |  |  |                    |                    |
|  |             |             | Cuba        | 3       |                    |                    |  |  |                    |                    |
|  |             | Messico     | 0           |         |                    |                    |  |  |                    |                    |
|  | Messico     | Messico     | 0           | 3       |                    |                    |  |  |                    |                    |
|  | Messico     |             |             | 3       |                    |                    |  |  |                    |                    |
|  | Barbados    | 0           |             |         |                    |                    |  |  |                    |                    |
|  | Barbados    | 0           | Cuba        | 3       |                    |                    |  |  |                    |                    |
|  |             |             | Cuba        | 3       |                    |                    |  |  |                    |                    |
|  |             | Stati Uniti | 0           |         |                    |                    |  |  |                    |                    |
|  | Stati Uniti | Stati Uniti | 0           | 3       |                    |                    |  |  |                    |                    |
|  | Stati Uniti |             |             | 3       |                    |                    |  |  |                    |                    |
|  | Porto Rico  | ?           |             |         |                    |                    |  |  |                    |                    |
|  | Porto Rico  | ?           | Stati Uniti | 3       | Finale 3º/4º posto | Finale 3º/4º posto |  |  |                    |                    |
|  |             |             | Stati Uniti | 3       | Finale 3º/4º posto | Finale 3º/4º posto |  |  |                    |                    |
|  |             | Canada      | 1           |         |                    |                    |  |  |                    |                    |
|  | -           | Canada      | 1           | -       | Canada             | 3                  |  |  |                    |                    |
|  | -           |             |             | -       | Canada             | 3                  |  |  |                    |                    |
|  | -           | -           |             | Messico | 1                  |                    |  |  |                    |                    |
|  | -           | -           |             |         | 1                  |                    |  |  |                    |                    |
|  |             |             |             |         |                    |                    |  |  |                    |                    |
|  |             |             |             |         |                    |                    |  |  |                    |                    |

## Classifica finale
| Classifica | Squadre         | Qualificazione           |
| ---------- | --------------- | ------------------------ |
|            | Cuba            | Grand Champions Cup 1997 |
|            | Stati Uniti     |                          |
|            | Canada          |                          |
| 4          | Messico         |                          |
| 5          | Porto Rico      |                          |
| 6          | Barbados        |                          |
| 7          | Rep. Dominicana |                          |
| 8          | Guatemala       |                          |